# Rusky
Antonio García Ramos, plus connu comme Rusky, né le 1er février 1953 à Badalone (province de Barcelone, Espagne), est un footballeur espagnol qui jouait au poste d'attaquant.

## Biographie
Après s'être formé dans les catégories inférieures du CF Badalona, Rusky joue la saison 1972-1973 en équipe première.
En 1973, il rejoint le FC Barcelone B jusqu'en 1976. Il débute avec l'équipe première du FC Barcelone en 1974 lors d'un match de Coupe d'Espagne face au Real Oviedo (victoire 4 à 1). Il joue un total de 4 matches officiels en équipe première (tous en Coupe d'Espagne).
Lors de la saison 1976-1977, il est prêté au Real Valladolid. En 1977, il est transféré au Real Valladolid où il reste jusqu'en 1983.
Le bilan de Rusky dans les championnats professionnels espagnols (première et deuxième division) s'élève à 253 matchs joués, pour 82 buts marqués. Il réalise sa meilleure performance lors de la saison 1976-1977, où il inscrit 18 buts en deuxième division.

## Carrière
- 1973-1976 :  FC Barcelone
- 1976-1983 :  Real Valladolid